# Dornier Do 217
O Dornier Do 217 foi um bombardeiro usado pela Alemanha durante a Segunda Guerra Mundial sendo uma versão mais poderosa do anterior Dornier Do 17, conhecido por Fliegender Bleistift ("lápis voador"). Desenvolvido entre 1937 e 1938 para ser um bombardeiro pesado porém sem autonomia para missões de longa distância, perdendo o lugar de bombardeiro pesado para o Heinkel He 177, o Do 217 sofreu uma ligeira transformação em 1939 e a sua produção começou em 1940. Entrou em serviço no início de 1941 e um ano depois já havia sido construído um número significativo de exemplares, estando espalhado por todo o teatro de guerra.
O Do 217 tinha uma capacidade muito maior do que o Do 17 para carregar bombas, tanto em peso como em quantidade. Nas suas variantes mais tardias, foi capacitado para ser um bombardeiro de mergulho, assim como capacidade para bombardear navios (onde teve bastante sucesso). Estas variantes chegaram a tornar-se mais poderosas que o Heinkel He 111 e o Junker Ju 88, conseguindo deslocar-se a uma maior velocidade, a uma maior distância e transportando uma quantidade maior de bombas.
Graças a isto foi designado como bombardeiro pesado e não como bombardeiro médio. O Do 217 serviu em todas as frentes, em todas as batalhas para as quais era requisitado. Na frente ocidental e na frente oriental operou como bombardeiro estratégico, bombardeiro de torpedos e aeronave de reconhecimento. Participou também em funções tácticas, como transporte e ataque a unidades aliadas na Batalha da Normandia. Este avião foi também convertido para se tornar num lutador ávido durante a noite, tendo contribuído consideravelmente para a defesa do Reich até ao último dia do conflito.
O último Dornier Do 217 deixou de ser usado em serviço em 1946, na Força Aérea Suíça.
Dos 1925 Do 217 construídos, nenhum chegou intacto até aos nossos dias. O maior "pedaço" desta aeronave de que se tem conhecimento hoje em dia pode ser encontrado no Museu da Força Aérea Italiana em Roma. Duas aeronaves que se despenharam sobre os Pirenéus em Julho de 1944 estão actualmente a ser recuperadas.